# علی‌نقی میرزا
علی‌نقی میرزا (۱۹ ذی‌الحجه ۱۲۰۷-؟) ملقب به رکن‌الدوله شاهزاده قاجار و پسر هشتم فتحعلی شاه است.
چون مادرش بیگم‌جان خانم دختر حاج صادق قزوینی بود، فتحعلی شاه او را به حکومت قزوین منصوب کرد. در سال ۱۲۳۹ به رکن‌الدوله ملقب شد. او تا هنگام وفات فتحعلی شاه در ۱۲۵۰ حکومت قزوین داشت. در این سال، چون علیشاه میرزا دعوی جانشینی پدرش کرد، رکن‌الدوله جانب او را گرفت و به همین سبب پس از به قدرت رسیدن محمدشاه، به تدبیر قائم‌مقام فراهانی به همراه دیگر برادرانش که مخالف سلطنت محمدشاه بودند دستگیر و به قلعه اردبیل برده شد. سه سال بعد رکن‌الدوله و پسرش نصرالله میرزا به همراه علیشاه میرزا و امام‌وردی میرزا چهارنفری از قلعه اردبیل گریختند و به دولت روسیه تزاری پناهنده شدند. دولت روسیه در صدد برآمد با برقراری مواجب ماهیانه در حق شاهزادگان آنان را در قره باغ یا ورشو منزل دهد ولی این تصمیم مورد قبول نیکلای اول قرار نگرفت، چه این اتفاقات مقارن با محاصره هرات بود و روسیه بنا به مقتضیات سیاسی از ایران حمایت می‌کرد. سرانجام گوهرآغا دختر ابراهیم خلیل خان جوانشیر که به مناسبت ازدواج خواهرش آغا باجی با فتحعلی شاه خود را خاله تمام فرزندان شاه می‌دانست، مبلغی در اختیار شاهزادگان قاجار گذاشت و به آنان کمک کرد از روسیه خارج شده و به عثمانی و استانبول بروند. رکن‌الدوله چندی بعد به مصر و از آنجا به زیارت مکه رفت و سال‌های پایانی عمر خود را در کربلا و کاظمین گذراند.